# Monopolio

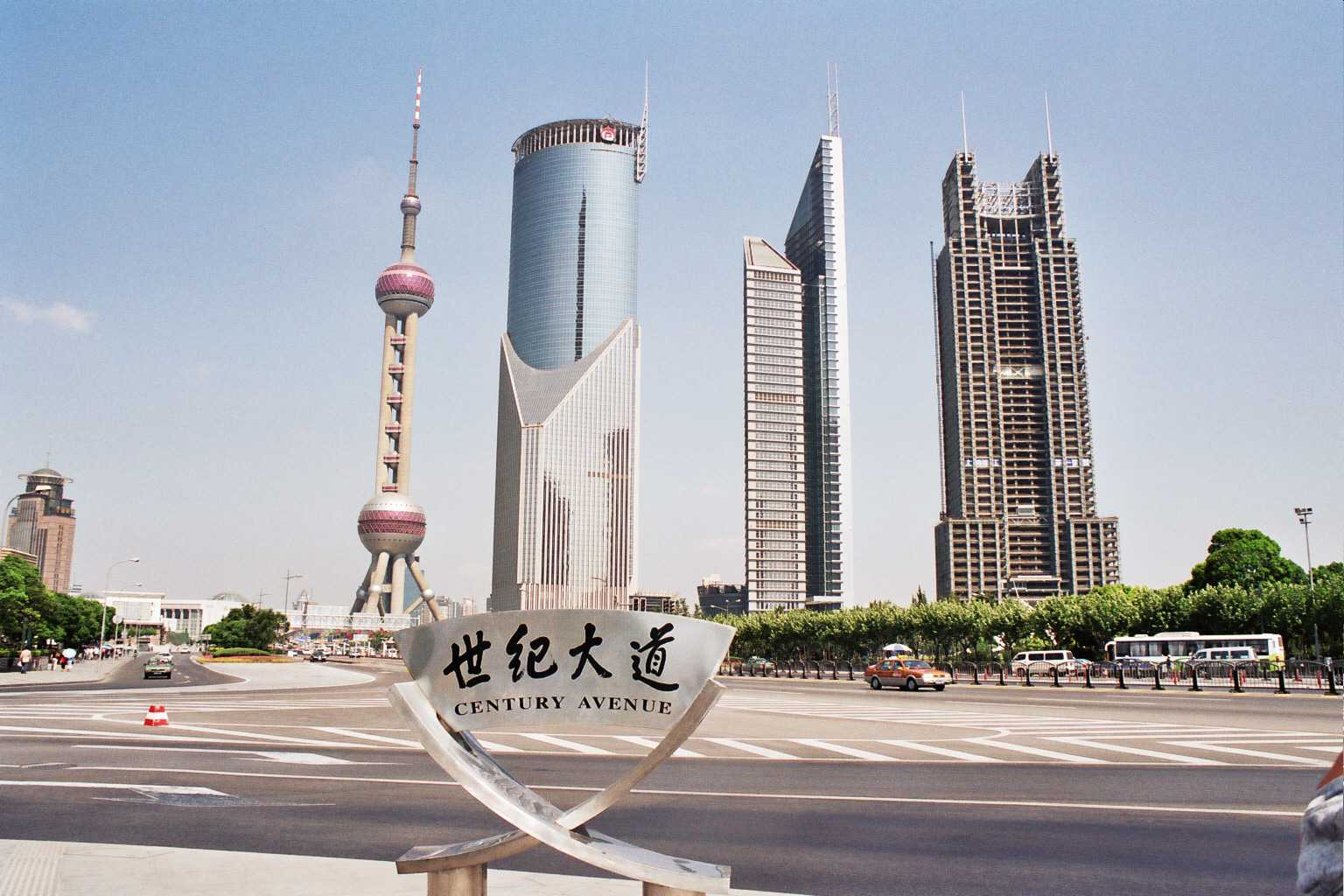
En un mercado competitivo, los consumidores y los productores son precio-aceptantes, ya que el precio viene fijado solamente por la oferta y la demanda. En cambio, en un monopolio, el oferente monopolista puede fijar el precio utilizando su poder de mercado.

Un monopolio (del griego μόνοϛ mónos 'uno' y πωλέιν pōléin 'vender') se trata de una situación de privilegio legal en el cual existe un productor o agente económico (monopolista) que posee un gran poder de mercado y es el único en una industria dada que posee un producto, bien, recurso o servicio determinado y diferenciado.
Para que exista un monopolio, es necesario que en dicho mercado no existan productos sustitutivos, es decir, no existe ningún otro bien económico que pueda reemplazar el producto determinado y, por lo tanto, es la única posibilidad que tiene el consumidor de comprar. Suele definirse también como «mercado en el que solo hay un vendedor», pero dicha definición se correspondería más con el concepto de monopolio puro.
El monopolista controla la cantidad de producción y el precio, aunque no de manera simultánea, dado que la elección de la producción o del precio determina la posición que se tiene respecto al otro; vale decir, el monopolio podría determinar en primer lugar la tasa de producción que maximiza sus ganancias para luego determinar, mediante el uso de la curva de demanda, el precio máximo que puede cobrarse para vender dicha producción.
Desde un punto de vista económico, si el monopolio es maximizador de utilidades, a diferencia de lo que ocurre en la competencia perfecta, se enfrenta a una curva de demanda de pendiente negativa. Al no ser horizontal, nunca operará de manera voluntaria cuando el ingreso marginal (IMg) sea inferior a cero, aun si los costos de producción fuesen iguales a cero, puesto que siempre existirá la alternativa de reducir la producción, aumentando de este modo los ingresos y, por ende, las ganancias que percibe. En efecto, cuando 0 < η < –1 (elasticidad precio de la demanda inelástica), se tiene que el ingreso marginal es negativo, por lo que el monopolista nunca decidirá operar en aquella porción de la curva de demanda.
En este contexto, el coste marginal del monopolista —incremento del coste total cuando se varía en una unidad la producción— representa la oferta total del mercado, por lo que se puede afirmar que no existe curva de oferta debido a que la relación biunívoca entre cantidad y precio desaparece. Por tanto, el ingreso medio (IMe) del monopolista —o el precio por unidad vendida— no es más que la curva de demanda del mercado. Para elegir el nivel de producción maximizador del beneficio, el monopolista ha de conocer sus curvas de ingreso marginal (variación que experimenta el ingreso cuando la oferta varía en una unidad) y de coste medio.

## Poder de mercado del monopolista
Se denomina poder de mercado a «la capacidad de un vendedor o de un comprador de influir en el precio de un bien». En el caso de que el poder de mercado recaiga sobre un único comprador, se trata de una estructura de monopsonio, mientras que cuando recae sobre un único vendedor, se habla de una estructura de monopolio.
El poder de mercado del monopolista está totalmente condicionado por el efecto de la elasticidad-precio de la demanda (EPD), que establece la relación de las variaciones de la cantidad demandada (QD), las cuales son motivadas por los cambios en el precio del producto (P). Para poder maximizar su beneficio, el monopolista buscará incrementar los precios, pero eso supondrá inevitablemente una reducción de la cantidad demandada, que será mayor o menor en función de la elasticidad-precio de ese producto en ese mercado. La oferta deseada por el monopolista será aquella que maximice su beneficio, de forma que se equilibren ambos efectos. 
| | |
| 1. EPD = Elasticidad precio de la demanda del mercado. 2. IM = Ingreso marginal. 3. IT = Ingreso total. 4. P = Precio. 5. Q = Nivel de producción. 6. m = Monopolista. 7. CM = Coste marginal. | {\displaystyle E_{PD}=-{\frac {\frac {\Delta Q}{Q}}{\frac {\Delta P}{P}}}=-{\frac {P\Delta Q}{Q\Delta P}};} |

| |  |
| {\displaystyle IM(Q_{m})={\frac {\Delta IT(Q_{m})}{\Delta Q}}={\frac {\Delta [P_{m}(Q_{m})Q_{m}]}{\Delta Q}}={\frac {\Delta P(Q)Q_{m}+P_{m}(Q_{m})\Delta Q}{\Delta Q}}={\frac {\Delta P(Q)Q_{m}}{\Delta Q}}+P_{m}(Q)=} {\displaystyle ={\frac {P_{m}(Q_{m})\Delta P(Q)Q_{m}}{P(Q)\Delta Q}}+P_{m}(Q_{m})=P_{m}(Q_{m}){\frac {1}{E_{PD}}}+P_{m}(Q_{m})=P_{m}(Q_{m}){\Bigg [}1+{\frac {1}{E_{PD}}}{\Bigg ]}=IM(Q_{m})} |  |

En conclusión, la diferencia entre el precio competitivo y el precio monopolista es inversamente proporcional a la elasticidad de la demanda. Si es muy elástica (un elevado número negativo), el precio será muy cercano al coste marginal, por lo que el monopolio estará más cercano al mercado competitivo. Ello no significa que quien tenga más poder de mercado tendrá más beneficios, ya que influyen otros elementos como el volumen de venta, los costes fijos, etc. 
Así, la existencia de una demanda de mercado no infinitamente elástica, como a la que se enfrenta la empresa perfectamente competitiva, brinda la posibilidad de poder colocar el precio por encima del precio de mercado. Ese es el verdadero poder del monopolio de una empresa. 

### El monopolio artificial

El monopolio artificial se caracteriza por unas barreras de entrada artificiales impuestas por el Estado mediante el régimen de licencias o de protección de patentes y derechos de autor.

### El monopolio bilateral

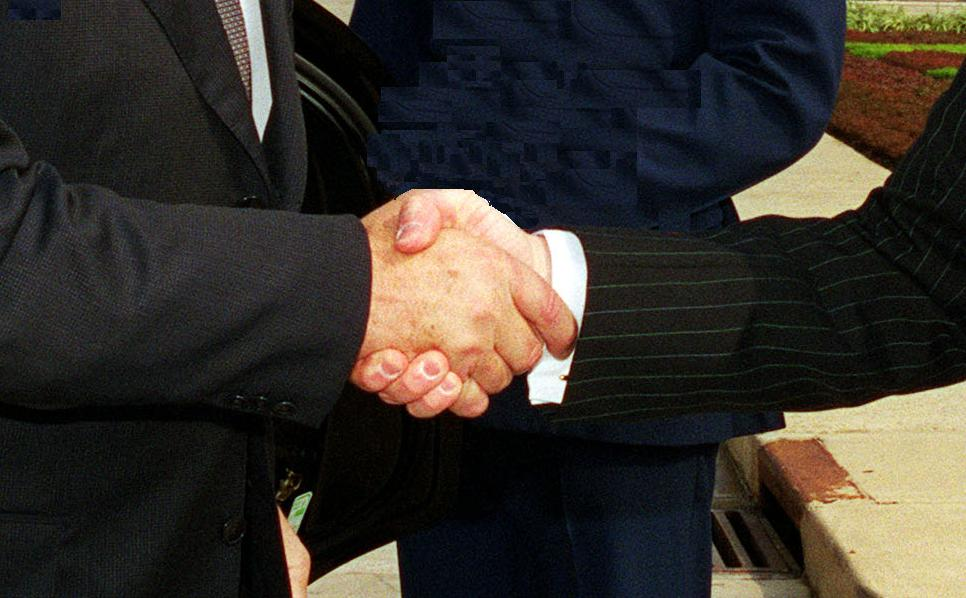
El monopolio bilateral puede parecer imposible ya que reúne las dos formas puras de monopsonio y monopolio, un comprador y un vendedor. Sin embargo son bastantes frecuentes pues representan el intercambio de bienes que no son comunes o corrientes. El poder de negociación se convierte en un factor clave para la determinación del precio.

### Índice de Lerner
En términos cualitativos, para medir el poder de monopolio se utiliza el índice de Lerner:
| Índice de Lerner de poder de monopolio                                   |  |  |  | |
| *{\displaystyle L={\frac {P_{m}-CM(Q_{c})}{P_{m}}}={\frac {-1}{E_{PD}}}} |  |  |  | Donde: - EPD = Elasticidad precio de la demanda de la empresa. - Pm = Precio monopolista. - Qc = Nivel de producción competitivo. - CM = Costo marginal. |

En una empresa completamente competitiva, el precio óptimo competitivo será igual al costo marginal en ese nivel de producción, por lo que L = 0. Cuánto mayor sea L mayor será el poder de monopolio.

### Fuentes de poder de mercado del monopolista

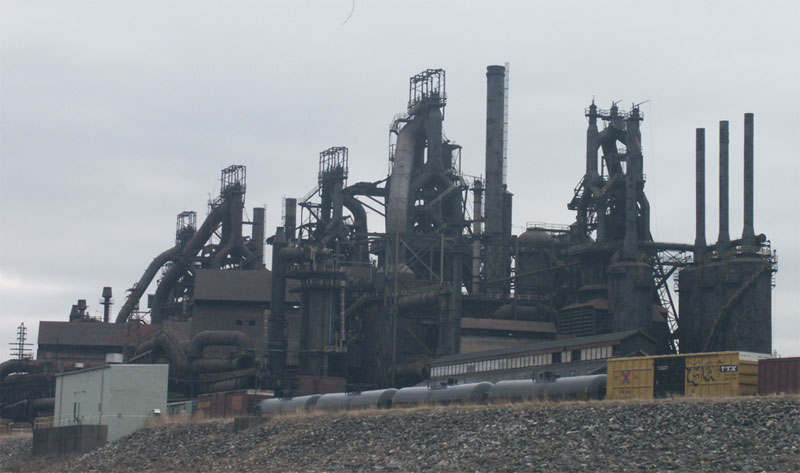
El monopolio natural suele ser característico de las industrias que requieren de una gran inversión para entrar en el mercado, donde los altos costes fijos existentes funcionan como barreras de entrada.

NTSC
PAL, o cambiando a PAL
SECAM
Sin informaciónDistribución de los sistemas de TV en el mundo.

#### Cártel

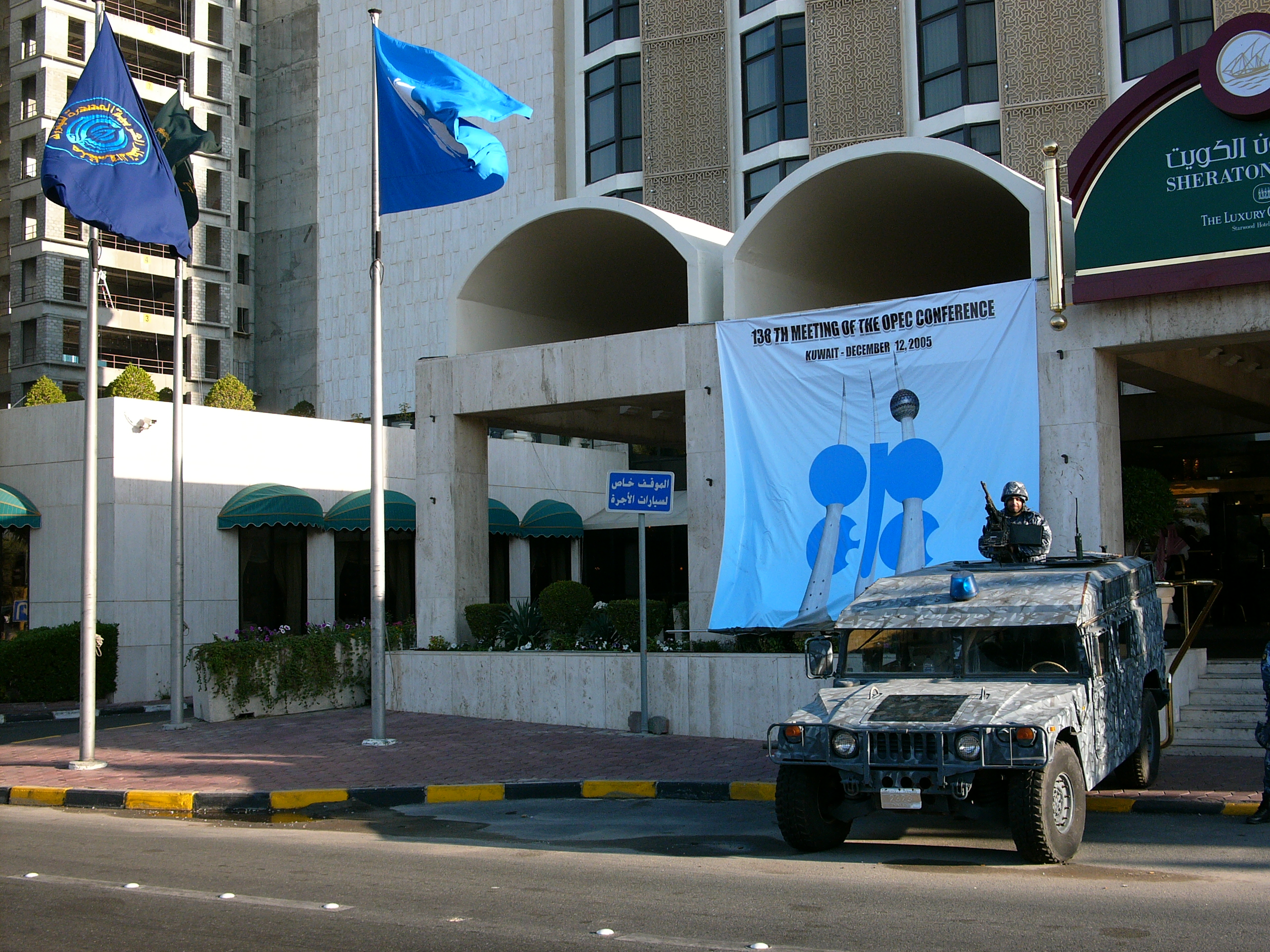
Reunión de la OPEP en Kuwait. Actualmente los Países Exportadores de Petróleo se reúnen y toman decisiones conjuntas sobre cuotas de mercado, precios, etc. que les permite controlar la producción y distribución del petróleo renunciado a competir entre sí, formando un organismo conjunto que maneja la oferta de prácticamente todo el mercado.

### Prohibiéndolo

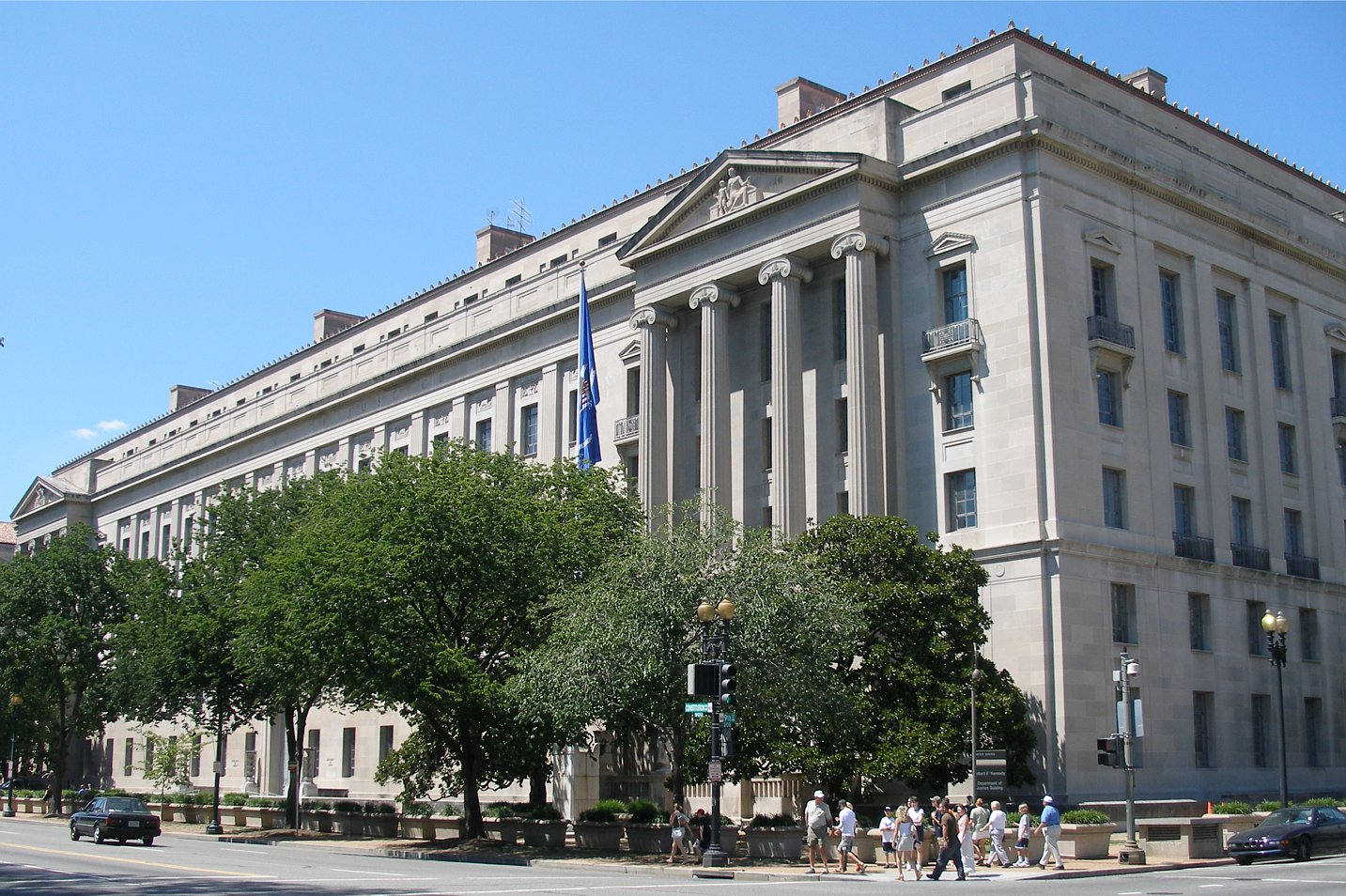
Los organismos más importantes a la hora de desarrollar y ejecutar este tipo de regulaciones son el Departamento de Justicia (en la foto) y la Federal Trade Commission en Estados Unidos; y la Comisión Europea, el Tribunal de Justicia de la Unión Europea y los ministerios de justicia en Europa.